# Mandschurendommel
Die Mandschurendommel (Botaurus eurhythmus, Synonym: Ixobrychus eurhythmus) ist eine asiatische Verwandte der Zwergdommel aus der Familie der Reiher.

## Merkmale
Sie ist ein kleiner Reiher mit einer Körperlänge von 33 bis 39 cm. Ihr Federkleid ist von rostbrauner Farbe mit hellem Bauch. Schnabel und Beine sind gelb. Außerdem tritt bei dieser Art ein Geschlechtsdimorphismus auf, da das Männchen im Gegensatz zum Weibchen einen kastanienbraunen Rücken hat.

## Verbreitung
Die Mandschurendommel ist ein Zugvogel. Sie brütet im östlichen China, im südöstlichen Sibirien, im Norden Koreas und in Japan. Die Überwinterungsgebiete liegen im Süden Chinas sowie in Thailand, Malaysia, Indonesien und auf den Philippinen. Sie lebt hauptsächlich in den Schilf- und Riedzonen von Feuchtgebieten. In ihrer Heimat ist sie noch relativ häufig und gilt daher nicht als bedroht.

## Lebensweise
Die dämmerungsaktive Mandschurendommel frisst kleine Fische, Frösche, Krebstiere und Insekten. Das Nest wird im dichten Röhricht auf oder dicht über dem Boden errichtet. Drei bis sechs Eier werden 16 bis 18 Tage bebrütet.